# Чжан Сююнь
Чжан Сююнь (25 лютого 1976) — китайська академічна веслувальниця.
Срібна призерка Олімпійських Ігор 1996 року в складі парної двійки, учасниця 2008, 2012 років.
Чемпіонка світу 1993 року в складі парної четвірки, срібна призерка 1994 (парні четвірки), 1999 (парні двійки) років.